# Altiplano

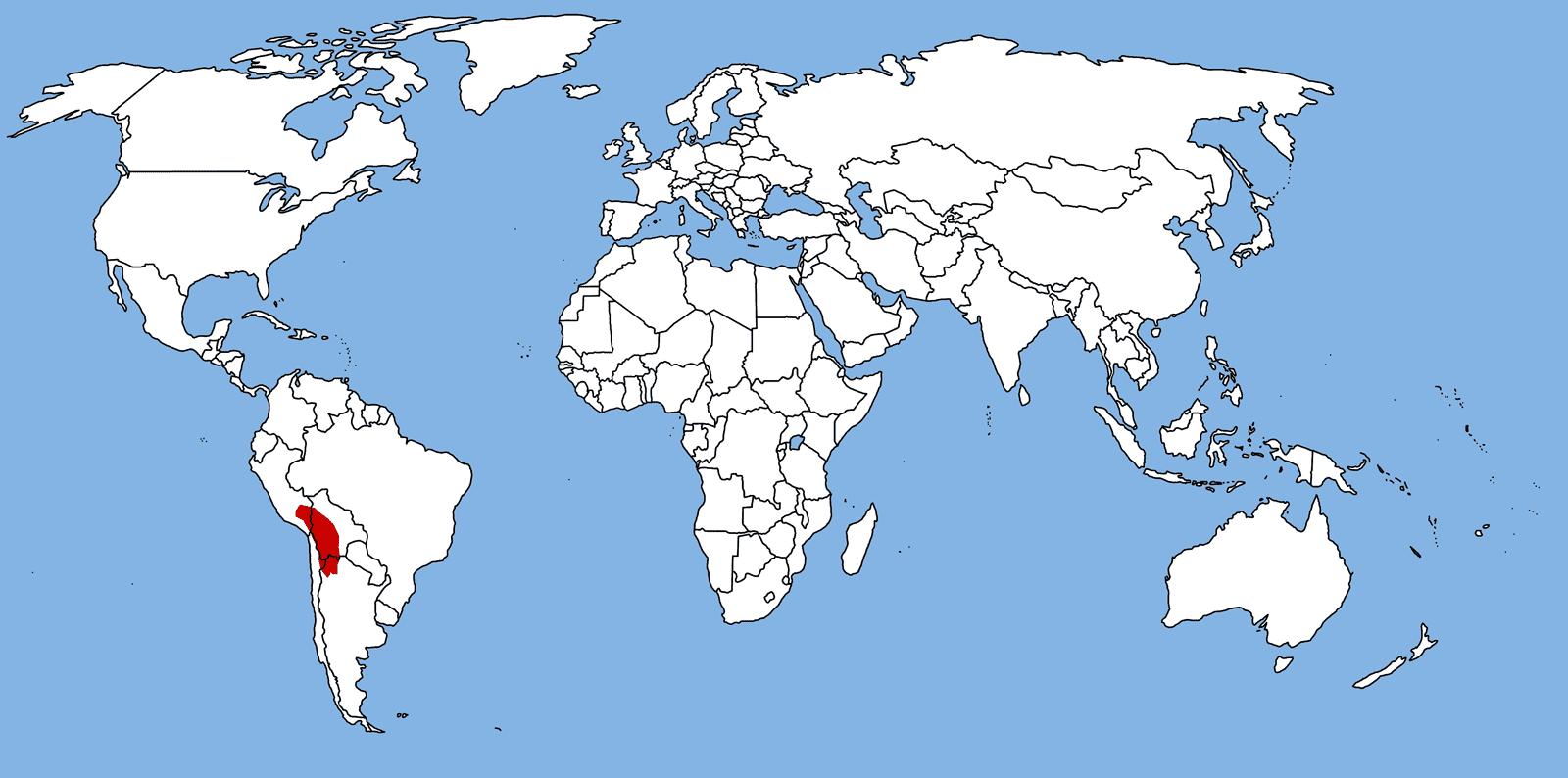
Localización del Altiplano andino en América.

Un altiplano o altiplanicie también es conocido como meseta del tipo intermontano (ubicado entre montañas) elevado, que se encuentra generalmente localizada entre dos o más cadenas montañosas recientes (de la era cenozoica o terciaria), pero cuyo levantamiento no ocurrió al mismo tiempo.

## Contexto
Las cordilleras alpinas, cuyo levantamiento ocurrió en la Era Terciaria, suelen disponerse en dos o más alineaciones montañosas paralelas, generalmente localizadas en el borde de una placa tectónica continental en las líneas de convergencia con otra placa, que por lo general es oceánica. Como estas cordilleras no se elevaron exactamente al mismo tiempo, a veces se producen valles o cuencas intermontanas entre la que se levantó primero, que en general queda hacia el interior del continente, y la que se levantó después. Esta meseta de tipo intermontano, puede ser de origen volcánico (coladas de lava y otros materiales volcánicos) y puede estar formada por materiales sedimentarios e incluso, como es muy frecuente, una combinación de ambos materiales, como sucede en el altiplano andino.

## Altiplano mexicano
Es una meseta que abarca parte de los estados de México, su máxima elevación se localiza en la zona sur próxima del Eje Neovolcánico, conforme se extiende hacia el norte la altitud disminuye; en los valles de México y Toluca, la altiplanicie alcanza alturas mayores a los 2300 m s. n. m. y una altitud de que apenas sobrepasa los 1000 m s. n. m. en el desierto de Chihuahua. Se separa del Altiplano de la Llanura Costera del Golfo, en el este y al oeste la Sierra Madre Occidental divide la meseta de la Llanura Costera del Pacífico

## Altiplano andino
Es el Altiplano andino, sudamericano o americano; tiene una altitud promedio de más de 4000 m s. n. m. Forma parte de una amplia cuenca endorreica encerrada entre las cordilleras Occidental y Oriental de los Andes. Es una cuenca intermontana en la cordillera de los Andes que ha venido siendo rellenada de sedimentos y levantada junto a los Andes.

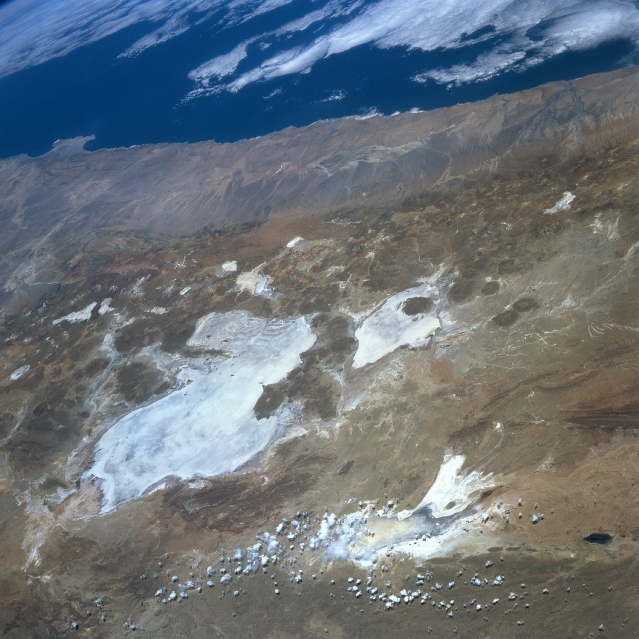
Imagen satelital de la NASA en la que pueden observarse los salares de Uyuni y Coipasa y el lago Poopó, que se encuentran en las zonas más bajas del Altiplano andino. El norte queda a la derecha y el desierto de Atacama, hacia el oeste (parte superior de la imagen).

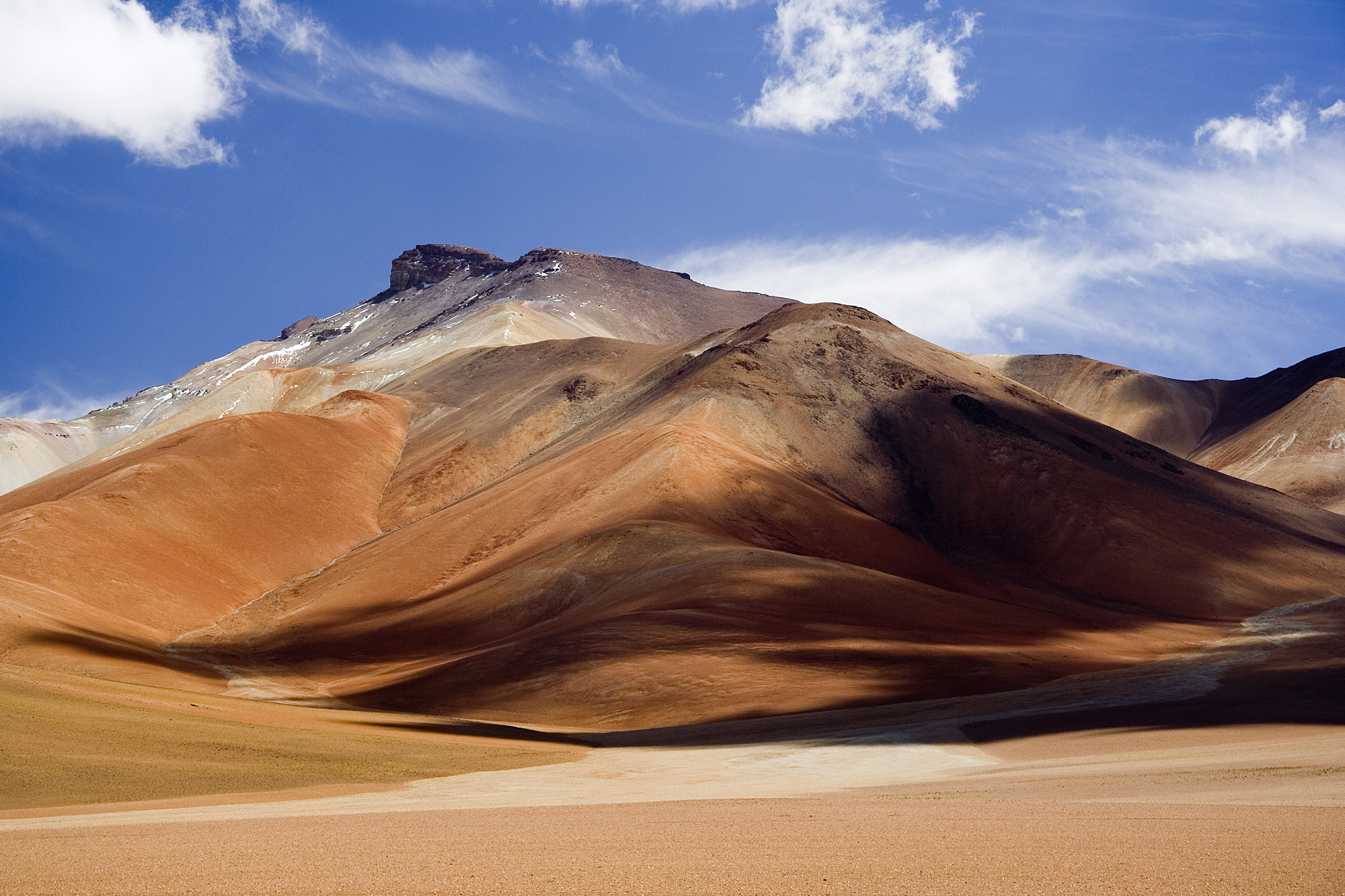
Altiplano boliviano, 4340 msnm.

Constituye una gran cuenca endorreica atravesada por el río Desaguadero que es la salida natural del lago Titicaca (3812 m s. n. m., el lago navegable ubicado a mayor altura en el mundo), y que desemboca en el lago Poopó (3685 m s.n.m.), y episódicamente en el salar de Uyuni (3653 m s.n.m.), el salar más grande del mundo.

### El Altiplano boliviano
El Altiplano de Bolivia abarca a 60 municipios de los departamentos de La Paz, Oruro, Cochabamba, Potosí, el oeste-noroeste del departamento de Chuquisaca y a veces incluyendo ciertas zonas del oeste del departamento de Tarija.
La vegetación altiplánica es de puna semiárida, con praderas que tienen predominio de gramíneas nativas de bajo valor nutricional, como el Iru ichu y otras de alto contenido alimenticio como el Kauchi; existen también arbustos como la Thola, la Quishuara y la Keniua.
Los suelos en general son pobres en nitrógeno y fósforo, y tienen bajo contenido de materia orgánica (menos del 3%, con altos valores salinos). En el uso de la tierra del Altiplano se entremezclan las propiedades familiares con las comunales. La mayor parte de ellas se destinan a la ganadería en la crianza de llamas, ovejas, alpacas y ganado bovino, variando la importancia de cada especie según la región. 
Entre los cultivos se cuentan pequeñas superficies de papa, quinua, habas, papalisa y oca, desarrollados en las áreas más protegidas y combinados con pastos nativos y cultivados o alfalfa.

## Altiplano cundiboyacense
Se trata de un ecosistema de tierras altas del Norte de los Andes, ubicadas en la Cordillera Oriental del subsistema andino colombiano, repartido entre los departamentos de Cundinamarca, Boyacá y el Distrito Capital de Bogotá. En esta altiplanicie se distribuyeron antaño los dominios de la civilización Muisca, principal pueblo aborigen que habitó el territorio de la actual Colombia. Este altiplano a su vez se divide en tres regiones planas distinguibles: la Sabana de Bogotá, el Valle de Ubaté y los valles de Tunja y Sogamoso. 
Debido a su elevación, presenta temperaturas anuales en un promedio de 14 °C, con amplitudes climáticas que pueden tener un intervalo desde 0 °C (temperatura baja) hasta los 24 °C (temperatura alta).